# Patinatge artístic sobre gel
El patinatge artístic (sobre gel) és un esport que consisteix a interpretar una peça musical patinant sobre una pista de gel i realitzant piruetes, girs, salts i acrobàcies; aquests elements són valorats per uns jutges seguint un codi de puntuació que té en compte tant l'aspecte tècnic i atlètic de l'actuació com la interpretació artística.
Va ser el primer esport hivernal inclòs en els Jocs Olímpics, el 1908. Les quatre disciplines olímpiques són individual masculí, individual femení, patinatge en parelles i ballet sobre gel. Des del principiant fins a la competició d'alt nivell, els patinadors generalment realitzen dos programes (programa curt i programa llarg) que, depenent de la disciplina, poden incloure girs, salts, passos, figures, i altres elements o moviments.
La fulla té una ranura a la part inferior creant dues vores diferents: interior i exterior. Els jutges prefereixen que els patinadors es llisquen en una vora de la fulla i no en ambdues al mateix temps, que es coneix com una vora plana. Durant un gir, els patinadors utilitzen el "lloc dolç" de la fulla, formalment anomenat rocker, que és la part més rodona de la fulla, just darrere de la selecció i prop del centre de la fulla. Els patins utilitzats en un patinatge individual i de parella tenen un conjunt de dents grans i dentades que es troben a la part davantera de la fulla. Les picades de punter s'utilitzen principalment per a l'enlairament en salts. Les fulles de ballet sobre gel tenen una polzada més curta a la part posterior i tenen puntes més petites.
Els patinadors artístics competeixen en diversos nivells des del principiant fins al nivell olímpic (sènior) en competicions locals, regionals, nacionals i internacionals. La Unió Internacional de Patinatge (ISU) regula el patinatge artístic internacional i les competicions. Aquests inclouen els Jocs Olímpics d'Hivern, els Campionats del Món, els Campionats del Món Júnior, els Campionats d'Europa, els Campionats de quatre continents, la sèrie Grand Prix (sènior i junior), i la ISU Challenger Series.
L'esport també està associat amb el món de l'espectacle. Generalment, les grans competicions conclouen amb gales d'exposició, en què els patinadors més importants de cada disciplina, realitzen programes no competitius.

## Orígens
Com la majoria dels esports d'hivern el patinatge va començar com una necessitat, en aquest cas de transport, per a poder travessar rius o llacs congelats, cosa molt habitual en les zones fredes del nord d'Europa.
En l'antiguitat els patins estaven fets bé d'ossos d'animals o bé de fusta. Els primers patins amb fulla de ferro daten del segle xvi a Escòcia. L'any 1850 E.W. Bushnell de Filadèlfia fou el primer a construir el patí d'acer, molt més lleuger i resistent.
Al s. XVII el patinatge sobre gel va començar a com una opció diferent al ballet, ja que dins l'aristocràcia d'Holanda buscaven aquesta harmonia entre elegància i perfecció i a partir d'aquí van començar a sorgir els diferents passos.
El primer club de patinatge va ser creat el desembre del 1849 a Filadèlfia, el qual era famós degut a un dels seus patinadors, Jackson Haines, un patinador totalment innovador però que en aquella època no va poder aconseguir la fama perquè els seus moviments no eren els moviments durs i rígids que es portaven en aquella època. Per aquest motiu va haver de viatjar fins a Europa on va poder, finalment, aconseguir la fama.
El 1921 es crea la USFSA (United Status Figure Skating Associacion) amb l'objectiu de difondre el patinatge sobre gel. En aquells moments va haver-hi algunes disputes sobre si el patinatge s'havia de considerar un esport o un tipus de ball, encara que el 1908, ja hagués sigut reconegut com a esport olímpic.

## Equipament

### Pistes de gel
El patinatge artístic es pot practicar en qualsevol superfície de gel, natural o artificial, coberta o a l'aire lliure. Les pistes de mida olímpica tenen unes dimensions de 60 x 30 m, les pistes de les dimensions de la NHL són de 61 x 26 m, mentre que les pistes europees sovint són de 64 x 30 m. La ISU prefereix pistes de mida olímpica per a competicions de patinatge artístic, especialment per a esdeveniments importants. Segons la regla 342 de la ISU, una pista de patinatge artístic per a un esdeveniment de la ISU «si és possible, mesurarà seixanta (60) metres en una direcció i trenta (30) metres en l'altra, però no més gran, ni menys de cinquanta-sis (56) metres en una direcció i vint-i-sis (26) metres en l'altra.» El sistema de puntuació premia els patinadors que tenen una bona cobertura de gel, és a dir, aquells que cobreixen de manera eficient tota la superfície de gel durant els seus programes. Les pistes de mida olímpica fan més evidents les diferències d'habilitat entre patinadors, però no estan disponibles per a tots els esdeveniments. Si una pista té dimensions diferents, la configuració del salt i la velocitat d'un patinador es poden veure obstaculitzats a mesura que s'hi ajusta.
La superfície gelada ha de ser el més regular i plana possible, per poder obtenir un lliscament suau i ininterromput i optimitzar l'execució de girs i piruetes, per la qual cosa la pràctica de l'esport en gel natural o durant sessions de patinatge públiques molt concorregudes sol realitzar només amb fins recreatius. Durant les competicions se sol reparar el gel després de dos grups de patinadors. La qualitat del gel es jutja per la suavitat, la fricció, la duresa i la fragilitat. Els factors que afecten la qualitat del gel inclouen la temperatura, la qualitat de l'aigua i el seu ús, amb les puntes que causen més deteriorament. La temperatura del gel no està reglamentada, depenent en part del sistema de refrigeració i en part de l'ús majoritari de la pista: les pistes amb un programa de patinatge artístic d'elit solen mantenir el gel a una temperatura relativament alta (entre -5,5 °C i -3,5 °C amb les disciplines olímpiques que requereixen gel una mica més tou (−3,5 °C) que el patinatge sincronitzat (−5,5 °C).) en comparació amb les pistes amb més dedicació a l'hoquei sobre gel o al patinatge públic. A aquesta temperatura es té millor control sobre les figures i elements realitzats sobre un tall pronunciat, a costa d'un deteriorament més ràpid de la superfície.

#### Patins
El patí per a la pràctica del patinatge artístic consta d'una bota, similar a la utilitzada en el patinatge artístic sobre rodes i una fulla subjecta a la bota per cargols. En els patins de millor qualitat les botes i fulles se solen adquirir per separat; aquesta pràctica permet l'emplaçament exacte de la fulla d'acord amb la preferència del patinador i més flexibilitat a l'intercanviar o reemplaçar l'equip, per exemple, reutilitzant les mateixes fulles en un parell de botes noves.
Les botes solen ser predominantment de cuir. Aquest material té l'avantatge d'emmotllar gradualment al peu, la qual cosa resulta en un control més precís dels patins. Les soles dels patins moderns solen incloure materials plàstics més lleugers per disminuir el pes del patí. És important que les botes proporcionin suficient subjecció lateral en els turmells, per als quals els patins utilitzats per a salts multirotacionales tenen una construcció molt rígida. El costum d'usar patins blancs per a les dones i negres per als homes està molt estesa, encara que no obeeix a cap criteri o norma imposada pel reglament, és possible usar patins d'altres colors i és bastant comú cobrir parcialment o totalment amb mitges, pantalons o fundes de colors per adaptar-los al tema del programa o l'abillament del patinador.

## Disciplines
El patinatge artístic consta de les següents disciplines:
- En patinatge artístic individual, els patinadors masculins i femenins competeixen individualment. El patinatge artístic és l'esport d'hivern més antic disputat als Jocs Olímpics, amb el patinatge individual masculí i femení que apareix com a dos dels quatre esdeveniments de patinatge artístic als Jocs de Londres de 1908.[8] El patinatge individual requereix elements que els patinadors han de realitzar durant una competició i que conformen un programa de patinatge ben equilibrat. Inclouen salts (i combinacions de salts), piruetes, seqüències de passos i seqüències coreogràfiques.[9]
- El patinatge artístic per parelles o mixte es defineix com «el patinatge de dues persones a l'uníson que realitzen els seus moviments en tal harmonia entre si que donen la impressió d'un patinatge en parella genuí en comparació amb el patinatge individual independent».[10] L'ISU també afirma que un equip de parelles està format per «una dona i un home».[11] El patinatge per parelles, juntament amb el patinatge individual masculí i femení, ha estat una disciplina olímpica des que el patinatge artístic, l'esport olímpic d'hivern més antic, es va introduir als Jocs Olímpics d'estiu de 1908 a Londres.[12] El Campionat del Món de Patinatge Artístic ISU va introduir el patinatge per parelles el 1908.[13] Els elements obligatoris del patinatge en parella inclouen elevacions, elevacions de gir, salts i salts assistits per parella, girs parells, espirals de la mort, seqüències de passos i seqüències coreogràfiques.[14] Els elements realitzats pels equips de parelles han d'estar «enllaçats entre si connectant passos de diferent naturalesa»[15] i per altres moviments comparables i amb una varietat de preses i posicions.
- Dansa sobre gel històricament es basa en els balls de saló. Es va incloure als Campionats del món de patinatge artístic el 1952, i es va convertir en un esport de medalles dels Jocs Olímpics d'hivern el 1976.[16] Segons l'ISU, un equip de dansa sobre gel està format per una dona i un home.[17] La dansa sobre gel té les seves arrels en el «patinatge combinat» desenvolupat al segle xix pels clubs i organitzacions de patinatge i en el patinatge social recreatiu.[18] Les primeres competicions nacionals van tenir lloc a Anglaterra, Canadà, Estats Units i Àustria durant la dècada de 1930.[19] La primera competició internacional de dansa sobre gel va tenir lloc com a esdeveniment especial al Campionat del Món de 1950 a Londres.[20] Els elements que els equips de dansa sobre gel han de realitzar són elevacions, girs, seqüència de passos, twizzles i elements coreogràfics.[21]
- Patinatge sincronitzat(abans conegut com a "patinatge de precisió") és per a grups mixtes d'entre dotze i vint patinadors artístics. Aquesta disciplina s'assembla a una forma grupal de dansa sobre gel, amb èmfasi addicional en formacions precises del grup en conjunt i transicions complexes entre formacions. Les formacions bàsiques inclouen rodes, blocs, línies, cercles i interseccions. Les formacions properes, i la necessitat que l'equip es mantingui a l'uníson, s'afegeixen a la dificultat del joc de peus que fan els patinadors en aquests elements. La ISU va presentar propostes formals per incloure el patinatge sincronitzat als Jocs Olímpics d'hivern de 2022, però aquests esforços no van tenir èxit.[22][23]
- Figures obligatòries o escola antigament eren una disciplina de patinatge artístic. Són els «patrons circulars que els patinadors tracen sobre el gel per demostrar l'habilitat per col·locar girs nets de manera uniforme en cercles rodons».[24] Durant aproximadament els primers 50 anys de patinatge artístic com a esport, fins al 1947, les figures obligatòries representaven el 60 per cent de la puntuació total a la majoria de competicions d'arreu del món. Aquestes figures van continuar dominant l'esport, tot i que van disminuir constantment en importància, fins que l'ISU va votar per suspendre-les com a part de les competicions el 1990.[25] Des del 2015, amb la fundació de la World Figure Sport Society i el World Figure & Fancy Skating Championships & Festival sobre gel negre, més patinadors s'estan entrenant i competint en figures.[26] Més entrenadors estan aprenent els nous mètodes desenvolupats per World Figure Sport per ensenyar-los als patinadors, ja que alguns patinadors i entrenadors creuen que les figures donen als patinadors un avantatge per desenvolupar l'alineació, la força del nucli, el control corporal i la disciplina.[27]

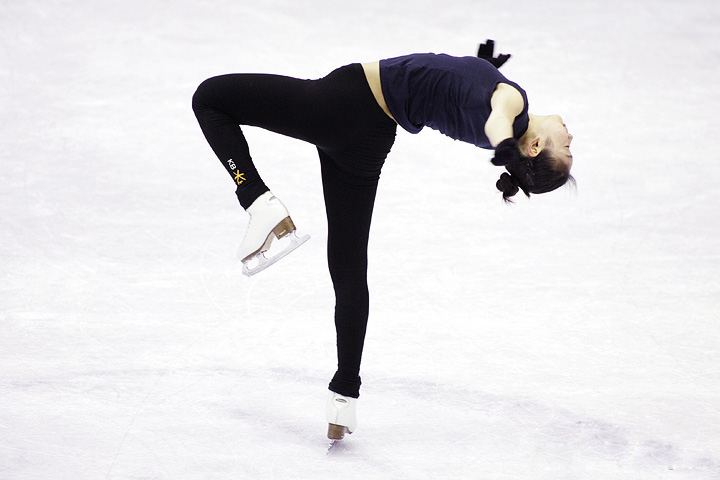
La patinadora de Corea del Sud Yuna Kim, 2008
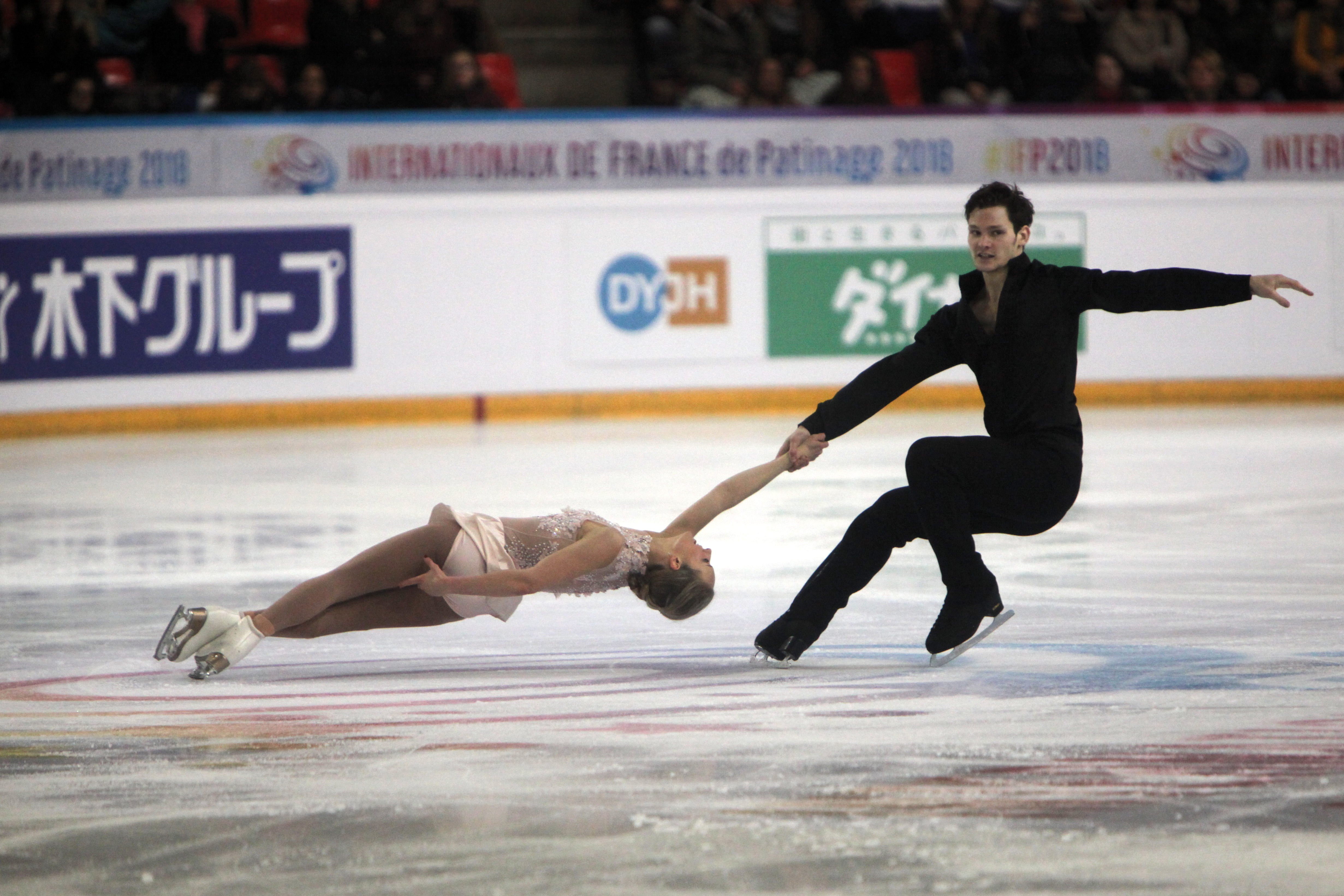
La parella canadenca de patinadors Camille Ruest i Andrew Wolfe, 2018
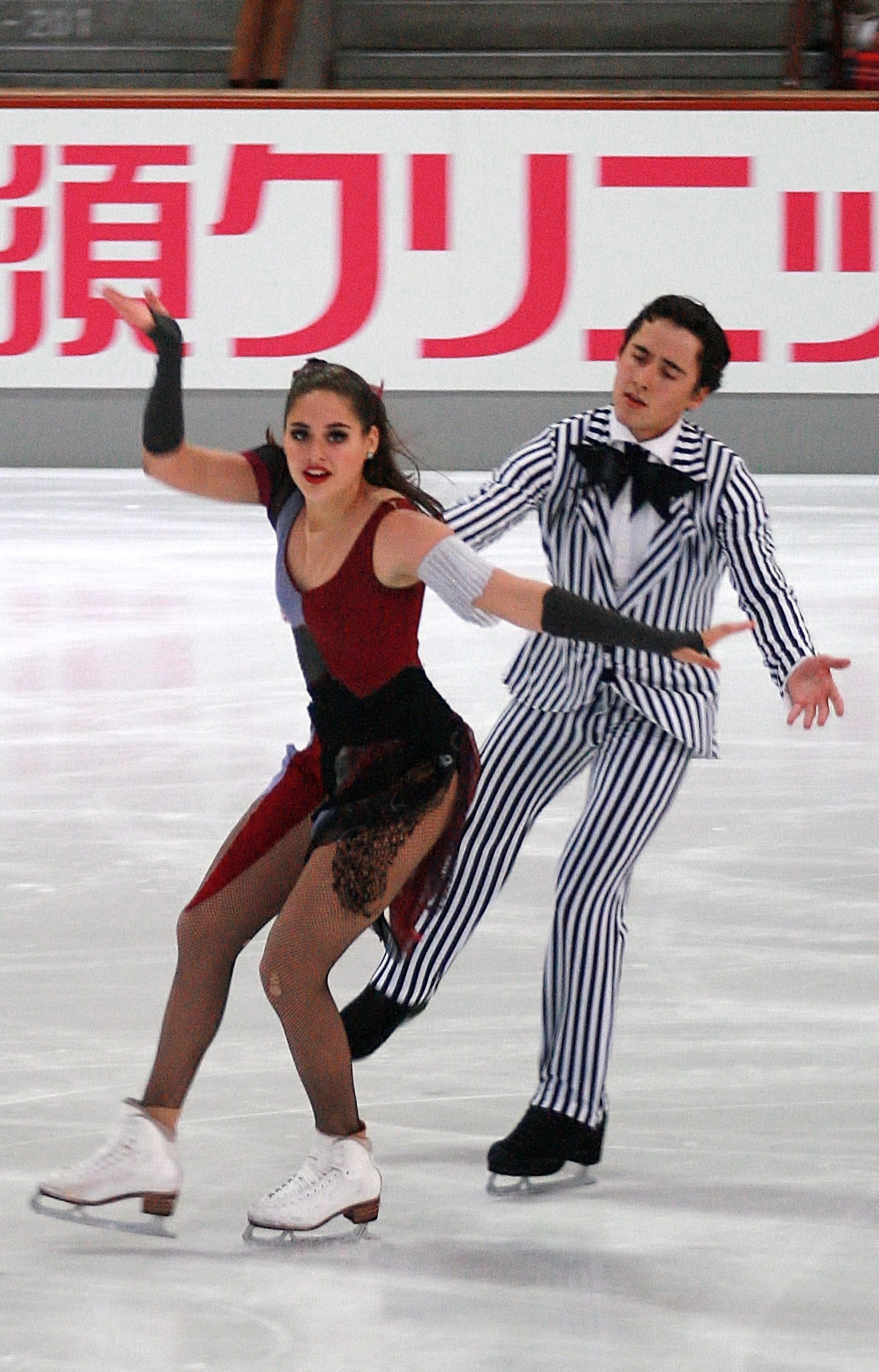
Els dansaires sobre gel mexicans Pilar Maekawa Moreno i Leonardo Maekawa Moreno, 2013
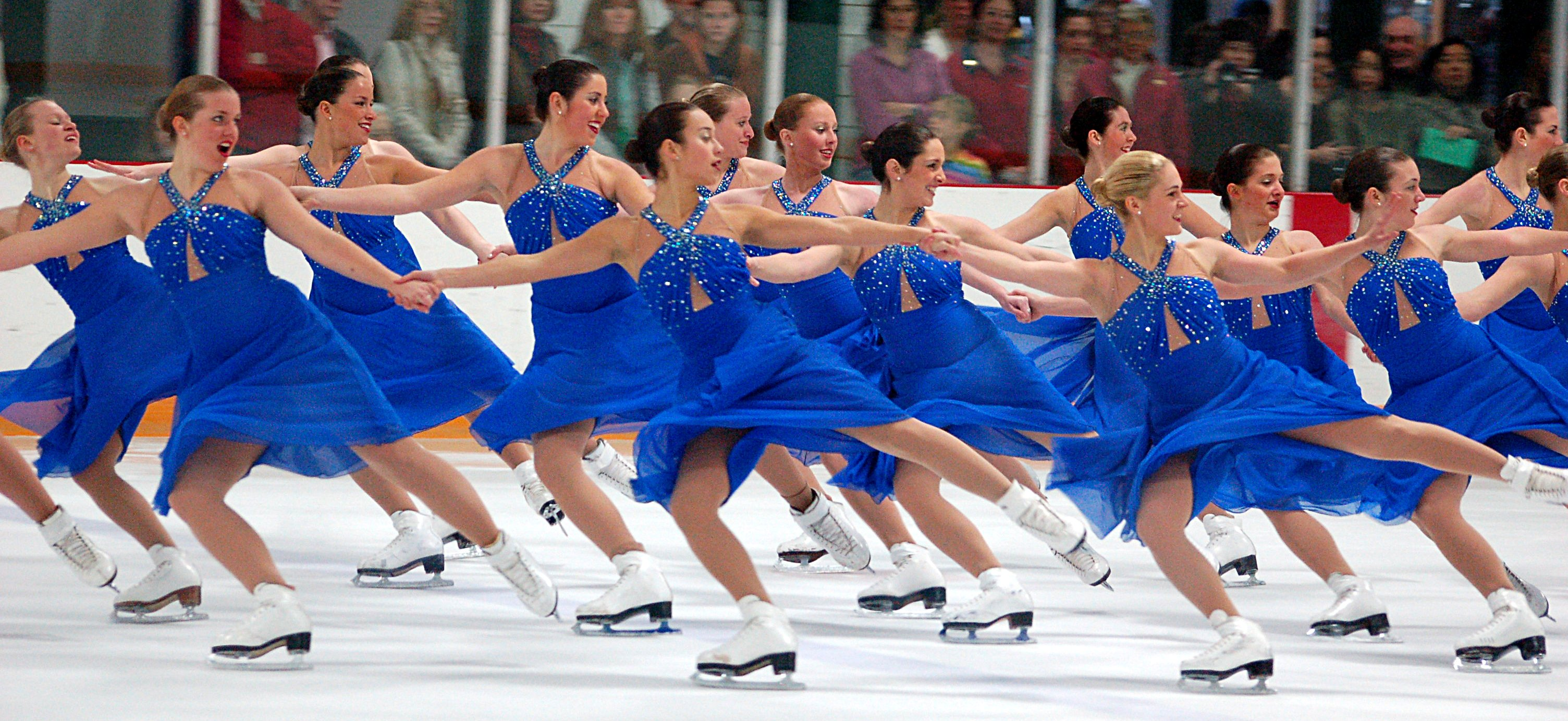
L'equip estatunidenc de patinatge sincronitzat Haydenettes, 2006
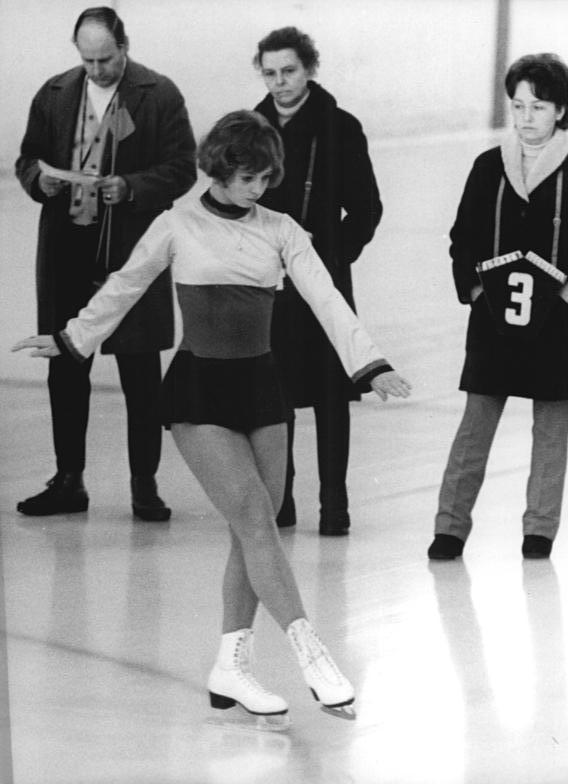
Sonja Morgenstern d'Alemanya demostrant figures obligatòries, 1971

## Música i vestuari

### Música
Per als programes competitius, els patinadors artístics estaven restringits a la música instrumental; les veus només estaven permeses si no contenien lletres ni paraules. A partir de la temporada 1997–98, la ISU va decidir permetre lletres o paraules a la música de dansa sobre gel. Tot i que les regles no eren relaxades per a individuals i parelles, els jutges no sempre sancionaven les infraccions. Al Campionat del Món de 2011, el llarg programa musical de Florent Amodio va incloure paraules, però un nombre insuficient de jutges van votar a favor d'una deducció. El juny de 2012, l'ISU va votar per permetre als patinadors de totes les disciplines triar música amb paraules als seus programes competitius a partir de la temporada 2014–15.
Els patinadors poden utilitzar editors de música professionals perquè la seva música compleixi els requisits. Els ballarins de gel han de patinar amb música que tingui un ritme definit. Els patinadors en solitari i les parelles patinen sovint amb la melodia i el fraseig de la seva música. Per als programes llargs, els patinadors artístics generalment cerquen música amb diferents estats d'ànim i tempos. Les seleccions de música per a exhibicions són menys limitades que per als programes competitius.

### Vestuari

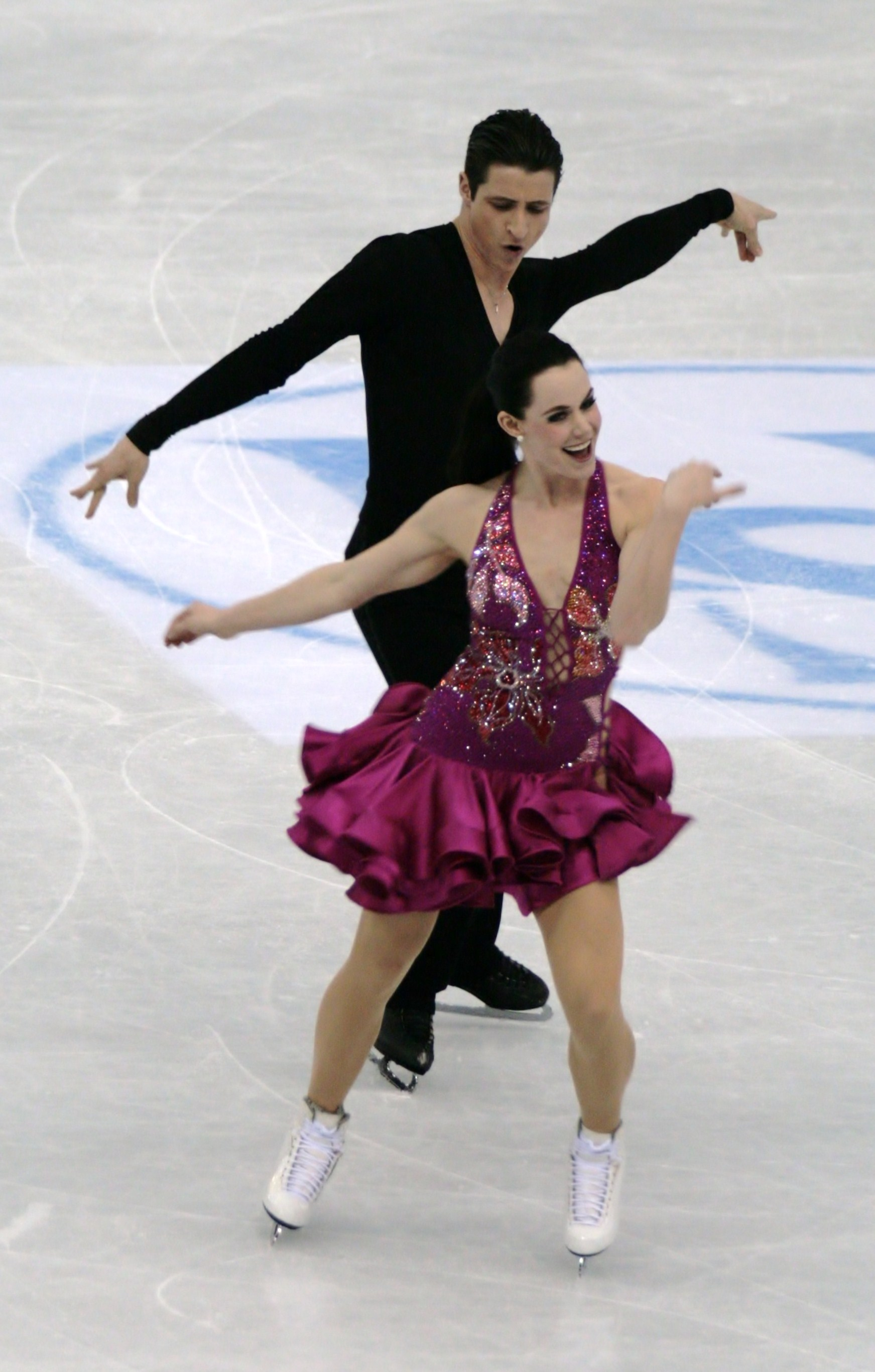
Un exemple de vestits de dansa sobre gel (Tessa Virtue i Scott Moir al Campionat del Món de 2012).

Els patinadors són generalment lliures de seleccionar la seva pròpia roba, amb algunes restriccions. En competició, les dones poden portar un vestit, normalment amb calces a joc. Aquesta regla de vestuari es va crear com a resposta al vestuari i l'actuació de Katarina Witt als Jocs Olímpics d'hivern de 1988. El 2004, la regla es va ampliar per permetre les dones poden portar pantalons. Poden portar malles o malles opaques de color carn sota els vestits i les faldilles, que poden estendre's per cobrir els patins. Els homes han de portar pantalons. No se'ls permet portar malles, tot i que, els jutges no sempre imposen una deducció per infraccions. En patinatge en parella i dansa sobre gel no cal vestir-se a joc.
Els vestits de competició varien àmpliament, des de dissenys simples fins a vestits amb grans perles o retalls. Els patinadors s'arrisquen a una deducció si una peça del seu vestit cau a la superfície del gel. Un jutge pot aturar un programa si considera que hi ha un perill. Els patinadors i els seus familiars poden dissenyar el seu propi vestit, de vegades amb l'ajuda del seu entrenador o coreògraf, o recórrer a dissenyadors professionals. Els vestits poden costar milers d'euros si els dissenya un fabricant de vestuari de primer nivell.
D'acord amb la normativa vigent de l'ISU, els vestits en competició han de ser ajustats, no reveladors i apropiats tant per a programes curts com llargs. Els vestits no han de ser vistosos ni exòtics. La roba, però, pot reflectir el gènere musical escollit. Tot i que l'ús de teixits de color carn fa que les disfresses sovint siguin menys reveladores del que poden semblar, hi ha hagut intents repetits de prohibir la roba que dona la impressió d'una «nuesa excessiva» o que és inadequada per a la competició atlètica. En general, els accessoris no estan permesos a la competició. L'ISU va permetre una excepció per a la dansa original la temporada 2007–08 però no posteriorment.

## Elegibilitat

### Elegibilitat per edat
Per competir a nivell internacional a nivell sènior, els patinadors han de tenir almenys 15 anys abans de l'1 de juliol de l'any anterior. Per ser elegible per a esdeveniments de nivell júnior, un patinador ha de tenir almenys 13 anys però menys de 19 abans d'aquesta data (o 21 per a patinadors masculins i ballarins de gel). Un patinador ha de complir el requisit d'edat abans que esdevingui l'1 de juliol al seu lloc de naixement. Per exemple, Adelina Sotnikova va néixer poques hores després de l'1 de juliol de 1996 a Moscou i, en conseqüència, no va poder competir als Mundials Juvenils fins al 2011 i als Mundial sèniors fins al 2013. Les regles de la Unió Internacional de Patinatge sobre gel (en anglès International Skating Union (ISU)) s'apliquen als esdeveniments internacionals. Molts països no tenen requisits d'edat per a les competicions domèstiques que no són ISU, per tant, alguns patinadors competeixen a nivell nacional encara que no són elegibles per a competicions internacionals.
La ISU ha modificat les seves regles d'edat diverses vegades. Abans de la dècada de 1990, els 12 anys era l'edat mínima per a les competicions internacionals sèniors. L'any 1996 es van introduir noves regles, que exigien que els patinadors tinguessin almenys 15 anys abans de l'1 de juliol de l'any anterior per competir als Jocs Olímpics, Mundials, Europeus, o Quatre Continents. L'edat mínima per a la resta d'internacionals sèniors va ser de 14 anys fins al juliol de 2014, quan es va elevar a 15 anys. El límit d'edat s'anirà augmentant gradualment fins als 16 anys per a la temporada 2023-24 abans d'augmentar a 17 per a la temporada 2024-25, que es mantindrà després. La mesura es va produir després de l'escàndol dels Jocs Olímpics d'hivern de 2022 sobre les denúncies de dopatge de Kamila Valieva i la polèmica sobre la seva responsabilitat com a menor.
El patinatge ha experimentat controvèrsia sobre la possible falsificació d'edat. El 14 de febrer de 2011, van sorgir preguntes sobre nou patinadors xinesos. L'Associated Press va trobar que les dates de naixement que figuren al lloc web de l'Associació de patinatge xinesa suggeria que cinc dones patinadores, Sui Wenjing, Zhang Dan, Yu Xiaoyu, Geng Bingwa i Xu Binshu, eren més joves que la seva edat a l'ISU, i quatre patinadors masculins, Han Cong, Zhang Hao, Jin Yang i Gao Yu eren més grans. Les dates van desaparèixer del lloc web el 15 de febrer. El 17 de febrer de l'ISU va dir que no hi havia discrepàncies per a Zhang Dan, Zhang Hao i Xu Binshu entre les dates de naixement que figuren als seus passaports, els formularis de registre de l'ISU i el lloc web del Comitè Olímpic Xinès. Els atletes a la Xina de vegades s'enfronten a pressió per falsificar la seva edat.

### Altres regles d'elegibilitat
Els patinadors poden representar un país del qual encara no són ciutadans en la majoria de competicions, excepte els Jocs Olímpics en que cal la ciutadania.
En la majoria dels esdeveniments internacionals, cada país pot enviar des d'una a un màxim de tres inscripcions per disciplina. Alguns patinadors han intentat eludir la competència del seu país representant-ne un altre. En resposta, l'ISU va introduir regles que prohibeixen als patinadors els esdeveniments internacionals durant un període determinat. A la normativa de 2010, eren 24 mesos o més des de la data de l'últim campionat ISU. A la normativa de 2012, el mínim era de 18 mesos per a individuals i 12 mesos per a parelles/ballarins de gel a partir de la data dels seus últims campionats ISU (Mundials, Europeus, Quatre Continents, Mundials júnior) i 12 mesos si van competir en alguna altra competició internacional de la seva anterior federació. L'ISU no ha establert cap límit pel que fa al temps que un país pot mantenir patinadors.
Els patinadors poden perdre la seva elegibilitat per a ISU si actuen en un espectacle o competició no autoritzat.
A partir de la temporada 2010–11, es van introduir puntuacions mínimes per al Campionat del Món, d'Europa o dels Quatre Continents. A la temporada 2011–12, es van introduir diferents puntuacions mínimes per a les sèries del Grand Prix.